# Wilfried von Loewenfeld
Pour les articles homonymes, voir von Loewenfeld.
Wilhelm Friedrich Julius Hans "Wilfried" Höffer von Loewenfeld (né le 25 septembre 1879 à Spandau et mort le 5 juillet 1946 à Schleswig) est un vice-amiral allemand et chef de corps franc.

## Famille
Il est issu d'une famille noble qui vit depuis le XVIIe siècle en Souabe et dont la lignée remonte au juge municipal impérial de Vienne Friedrich Höffer (statut de noblesse impériale 1633), et est le fils du major général prussien Julius von Loewenfeld (1838-1916) et de son épouse Elisabeth, née von Witzleben (de) (1854-1933). La famille utilise le nom Höffer von Loewenfeld jusqu'au début du XIXe siècle, après quoi Höffer n'est resté que comme prénom.
Loewenfeld épouse le 24 septembre 1927 à Berlin Dorothee, la comtesse von Bismarck-Schönhausen (né le 9 décembre 1892 à Hanovre morte le 14 juillet 1975), qui divorce de son premier mariage avec Reinhold comte von Rehbinder et est la petite-fille d'Otto von Bismarck.
Son oncle est le général d'infanterie prussien Alfred von Loewenfeld (1848-1927).

## Carrière militaire
Loewenfeld rejoint le 7 avril 1897 la marine impériale comme cadet. Après une formation réussie d'élève officier et d'officier, il devient premier officier (de) sur le petit croiseur (de) SMS Breslau en mai 1912. Il y devient également l'ami paternel et le mentor du futur grand amiral Karl Dönitz. À 19 ans. Promu capitaine de corvette le 19 mai 1914, il rejoint le paquebot SMS Helgoland en tant qu'officier de navigation le 8 juillet 1914, sur lequel Loewenfeld continue de servir après le début de la Première Guerre mondiale. En novembre 1915, il prend le poste de premier officier sur le grand croiseur (de) SMS Prinz Heinrich, et en août 1916, il prend le commandement du mouilleur de mines auxiliaire Deutschland (de). Dans la suite de la guerre, Loewenfeld est officier d'état-major de l'amiral auprès du commandant des installations navales de Courlande. Du 17 août 1917 au 7 août 1918, il sert à l'état-major de la 1re division de marine (de), où il connaît les batailles de positions à fortes pertes sur le front occidental en Flandre. Ensuite, Loewenfeld rejoint l'état-major de l'amiral de la marine en tant que premier adjudant du chef de la guerre navale (de), Reinhard Scheer, dans l'état-major de l'amirauté de la marine. À partir du 3 novembre 1918, il est premier officier sur le cuirassé SMS Markgraf.
Peu de temps après le déclenchement de la Révolution de novembre le 4 novembre 1918 à Kiel, lorsque l'empire s'effondre et que par conséquent la république est proclamée en Allemagne, Loewenfeld rassemble déjà des officiers de marine anti-républicains en un groupe secret. Ce groupe comprend également Wilhelm Canaris et Lothar von Arnauld de la Perière, le commandant de sous-marin le plus titré de la guerre.
À partir du 18 février 1919, sur les instructions du ministre de la Défense Gustav Noske, Loewenfeld forme la 3e brigade de marine (de), un corps franc de volontaires de la Marine, et la commande jusqu'au 30 juin 1920, période pendant laquelle il est promu capitaine de frégate le 8 mars 1920. Au début du mois de mars 1919, la brigade compte environ 1 500 hommes. Elle est déployée après une formation d'infanterie en juin 1919 lors de la grève des transports à Berlin, puis lors du premier soulèvement polonais en Haute-Silésie. Une fois les combats terminés, elle est déployée dans la Garde-frontière Est près de Breslau au cours de l'hiver 1919-1920. Cependant, un Bataillon de la brigade reste en permanence stationné à Kiel. Afin d'éviter la "contamination" par des éléments "de gauche" à Kiel, les bataillons sont changés régulièrement - environ tous les deux mois.
Lors du putsch de Kapp en mars 1920, Loewenfeld et la brigade soutiennent la tentative de coup d'État avec l'occupation de Breslau, mais nettoient à nouveau la ville après l'effondrement du soulèvement. À Kiel, des combats sanglants opposent le bataillon qui y est stationné et les marins fidèles à la république. Après une brève hésitation, le gouvernement envoie la brigade dans la région de la Ruhr fin mars pour combattre le soulèvement communiste. La division de cavalerie est déployée dans la région de Bottrop.
À la mi-mai 1920, l'ordre de dissoudre la brigade navale est émis, mais il n'est pleinement exécuté qu'au bout de deux ans. Malgré son attitude anti-républicaine, Loewenfeld et de nombreux autres officiers de marine sont transférés dans la Reichsmarine en 1920. Contrairement à de nombreux autres officiers de marine, Loewenfeld se présente désormais comme un "républicain de raison", fidèle au nouveau régime.
Après avoir abandonné le commandement de la brigade, Loewenfeld est d'abord à la disposition du chef du commandement naval jusqu'au 23 mars 1921. Pendant cette période, une enquête est menée sur son rôle pendant le Putsch de Kapp. Il devient ensuite commandant de la division principale du navire de la mer Baltique et, à ce titre, est promu capitaine en mer. Loewenfeld commande le croiseur école Berlin de juillet 1922 à septembre 1923. En 1924, il devient chef d'état-major à la station navale de la mer Baltique (de) et en même temps chef de l'Association des forces de reconnaissance. De septembre 1925 à mars 1927, Loewenfeld est à la tête du département naval du commandement naval et est responsable de la conception des cuirassés de poche classe Deutschland Puis il devient le commandant des forces navales de la mer Baltique et est promu contre-amiral le 1er janvier 1928.
Dans une lettre sur les orientations et les objectifs de la politique navale allemande du 22 juillet 1926, Loewenfeld décrit le "bolchevisme en Russie" comme le "plus grand ennemi de la culture de l'Occident" et propose de "rechercher une alliance avec l'Angleterre dans la lutte commune contre le bolchevisme" et une "alliance similaire avec l'Italie comme contrepoids à la France"
Le 31 octobre 1928, il prend sa retraite du service militaire et reçoit le caractère de vice-amiral, son départ du service militaire. Son épouse Dorothea, petite-fille de l'homonyme, a l'honneur de baptiser le nouveau cuirassé Bismarck le 14 février 1939 à l'occasion de son lancement. Le 25 juillet 1939, Loewenfeld est mis à la disposition de la Kriegsmarine, mais n'est pas appelé au service militaire actif.
Loewenfeld est fait chevalier de Justice de l'Ordre de Saint-Jean.

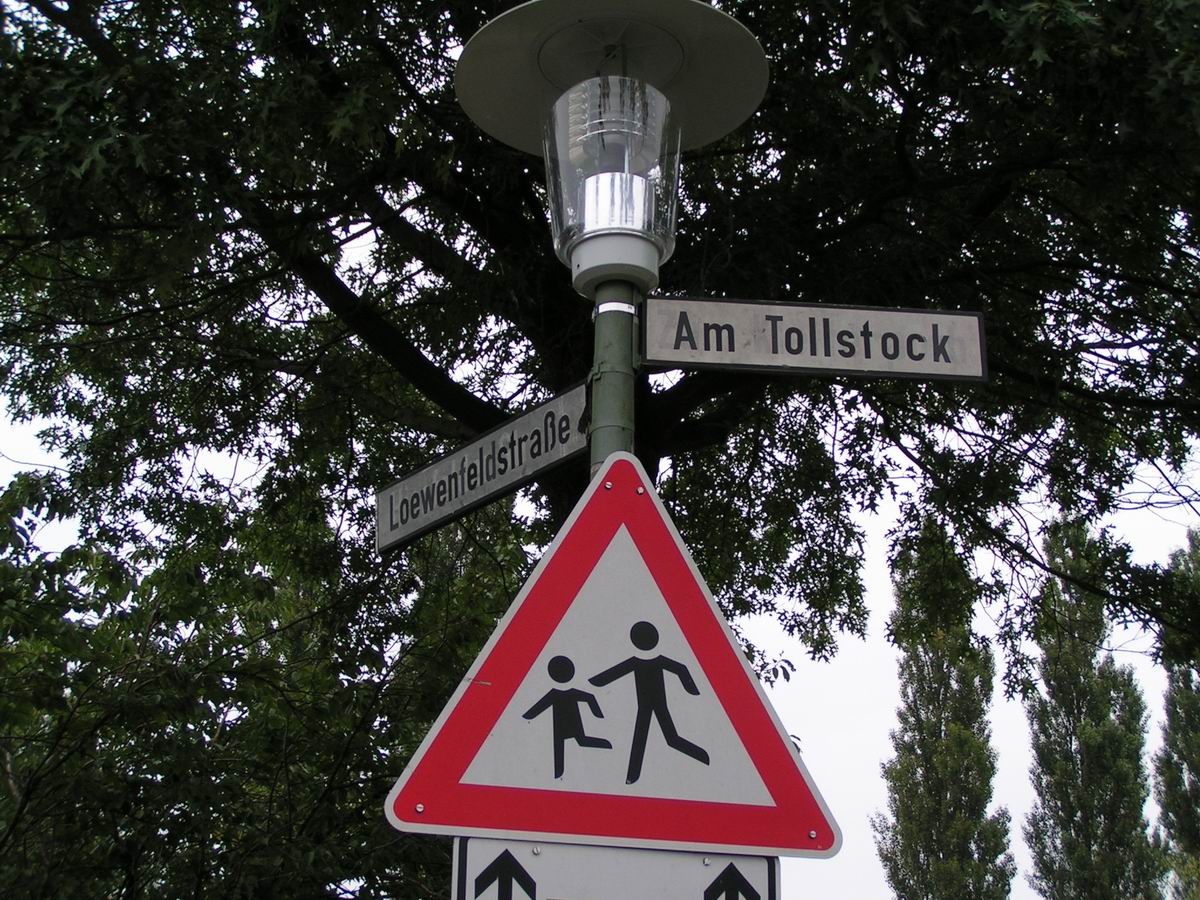
Loewenfeldstrasse

## Commémoration
Loewenfeld est enterré dans le cimetière nord de Kiel, où sont également enterrés des membres de sa brigade. Jusqu'à mi-2019, le site a le caractère d'une tombe honorifique. Le conseil de Kiel fait marche arrière le 13 juin 2019, car un examen de la valeur de l'honneur n'a pas eu lieu lors de son attribution en 1968 et parce que Loewenfeld a poursuivi des intentions antidémocratiques, a agi de sa propre autorité militaire et a joué un rôle de premier plan dans la répression brutale du soulèvement de la Ruhr en 1920. Toutefois, la tombe continuera d'être préservée en tant que lieu de sépulture historique et conservée sous une forme simple. Dans le cadre d'un concept d'étiquetage des monuments et des tombes du cimetière nord, un panneau d'information doit également y être installé
À Bottrop-Kirchhellen, une rue porte le nom de Loewenfeld. Il y a une tombe d'honneur pour son unité de corps franc dans le cimetière de Kirchhellen.

## Publications
- Das Freikorps von Loewenfeld. In: Hans Roden (Hrsg.): Deutsche Soldaten vom Frontheer und Freikorps über die Reichswehr zur neuen Wehrmacht. Breitkopf & Härtel, Leipzig 1935, S. 149–158